# Kazimierz Sembrat

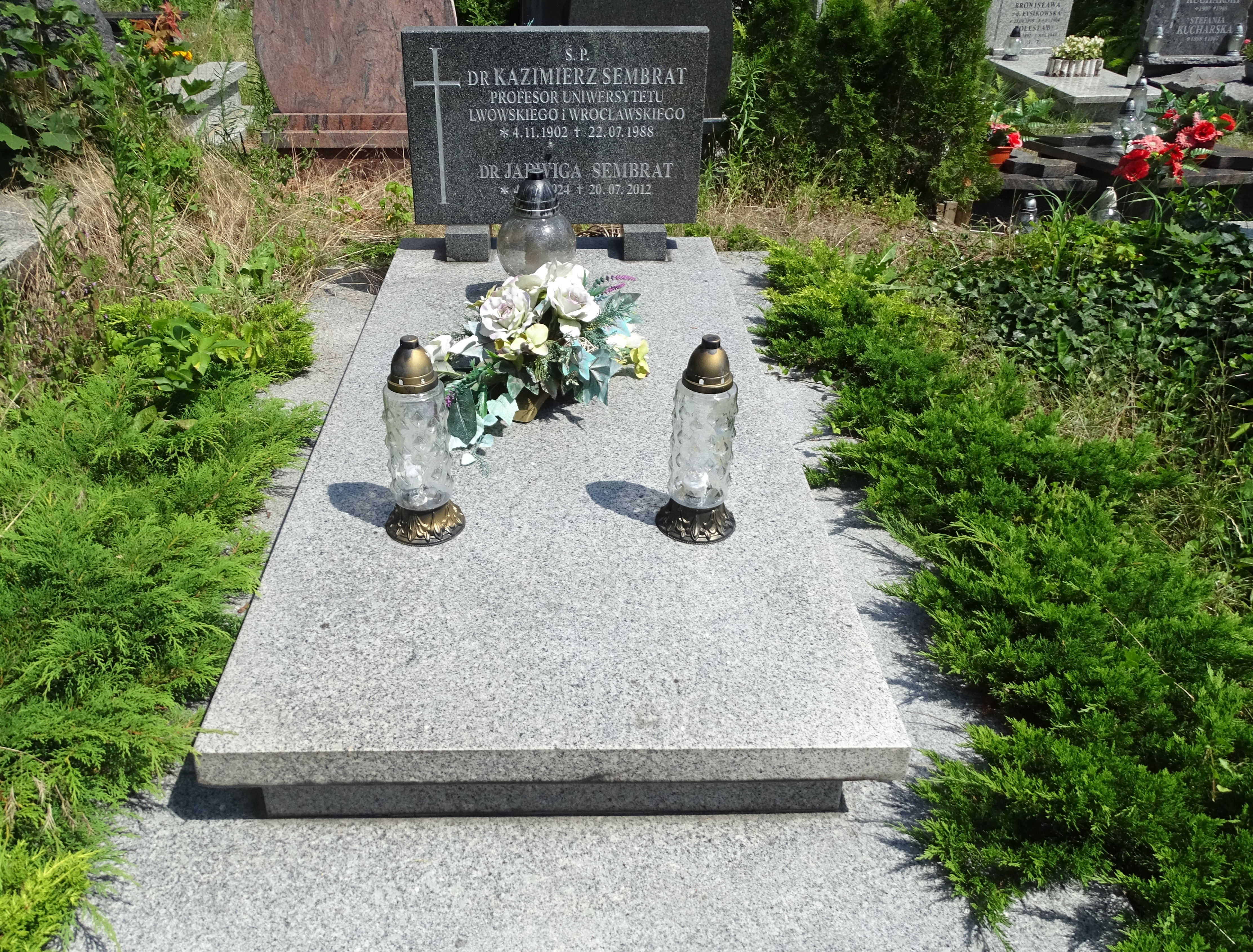
Grób prof. Sembrata na cmentarzu przy ul. Smętnej we Wrocławiu

Kazimierz Jan Antoni Sembrat (ur. 4 listopada 1902 w Krakowie, zm. 22 lipca 1988 we Wrocławiu) – polski profesor nauk przyrodniczych, zoolog, cytolog i embriolog.

## Życiorys
Syn Franciszka i Romualdy z domu Suchcitz. Do Gimnazjum im. Jana Sobieskiego w Krakowie uczęszczał do 1920, potem studiował do 1924 na Uniwersytecie Jana Kazimierza we Lwowie, od 1921 był tam demonstratorem (potem młodszym asystentem) w Instytucie Zoologii pod kierunkiem Jana Hirschlera, u którego w 1925 obronił pracę doktorską. W 1931 habilitował się. W roku akademickim 1935/36 (a także do roku 1938/39 jako docent zoologii i anatomii porównawczej zwierząt) był adiunktem w Zakładzie Zoologicznym Wydziału Matematyczno-Przyrodniczego UJK kierowanym przez prof. Hirschlera. Był (w roku 1938) członkiem przybranym Towarzystwa Naukowego we Lwowie. Mianowany profesorem nadzwyczajnym 1 czerwca 1939 pozostał na uczelni także podczas okupacji sowieckiej Lwowa (1939-1941) i pełnił tam funkcję kierownika Katedry Zoologii i Anatomii Porównawczej. W okresie okupacji niemieckiej Lwowa (1941–1944), gdy Uniwersytet Lwowski został zamknięty, znalazł zatrudnienie jako zoolog w Instytucie Badań nad Tyfusem Plamistym i Wirusami prof. Rudolfa Weigla w pracowni szczepionek przeciw tyfusowi plamistemu. Brał w tym czasie też udział w tajnym nauczaniu uniwersyteckim we Lwowie. Po likwidacji pracowni Weigla wyjechał w 1944 ze Lwowa i przebywał w Warszawie, gdzie podczas powstania został ranny.
Po wojnie w 1945 podjął pracę na Uniwersytecie Jagiellońskim, ale jeszcze w tym samym roku przyjechał do Wrocławia, gdzie od 1 października uzyskał stanowisko profesora zwyczajnego i dziekana Wydziału Nauk Przyrodniczych Uniwersytetu Wrocławskiego. Pełnił tu też – w latach 1945-1972 – funkcję dyrektora Instytutu Zoologii i kierownika Katedry Zoologii Ogólnej (przekształconej pod koniec tego okresu w Zakład Zoologii Ogólnej). Przez lata swej pracy na Uniwersytecie Wrocławskim wykładał zoologię ogólną, embriologię, genetykę, ewolucjonizm, cytologię i histologię, pełniąc równolegle różne funkcje w strukturach uczelni (dziekana, dyrektora instytutu, kierownika katedry) oraz w towarzystwach naukowych krajowych i międzynarodowych.
Autor kilkuset publikacji, w tym wydanego w 1981 dwutomowego podręcznika Histologia porównawcza zwierząt i kilku podręczników popularyzatorskich. Członek Polskiego Towarzystwa Zoologicznego (w latach 1953–1965 jego prezes), redaktor naczelny fachowych czasopism zoologicznych (Przegląd Zoologiczny oraz Zoologica Poloniae), współzałożyciel Wrocławskiego Towarzystwa Naukowego, doktor honoris causa Uniwersytetu Wrocławskiego (1975).
Z inicjatywy Kazimierza Sembrata do Wrocławia przyjechał w roku 1947 jego kolega ze szkoły, Karol Łukaszewicz, pierwszy powojenny dyrektor wrocławskiego Ogrodu Zoologicznego i podjął zadanie jego odbudowania po zniszczeniach wojennych. Kazimierz Sembrat prowadził też m.in. w Tatrach badania herpetologiczne i ornitologiczne, których wyniki publikował m.in. wspólne ze swą długoletnią współpracowniczką, a później (od 1976) drugą żoną, Jadwigą Nowakówną, doktorem zoologii.
Rodzeństwem Kazimierza Sembrata byli: Halina Sembrat pianistka i kompozytorka, Zofia Niewiadomska (1905 - 1994) oraz Stanisław Sembrat (dr prawa ekonomicznego, 1900 - 1977). Kazimierz Sembrat nie miał dzieci.